# Z4

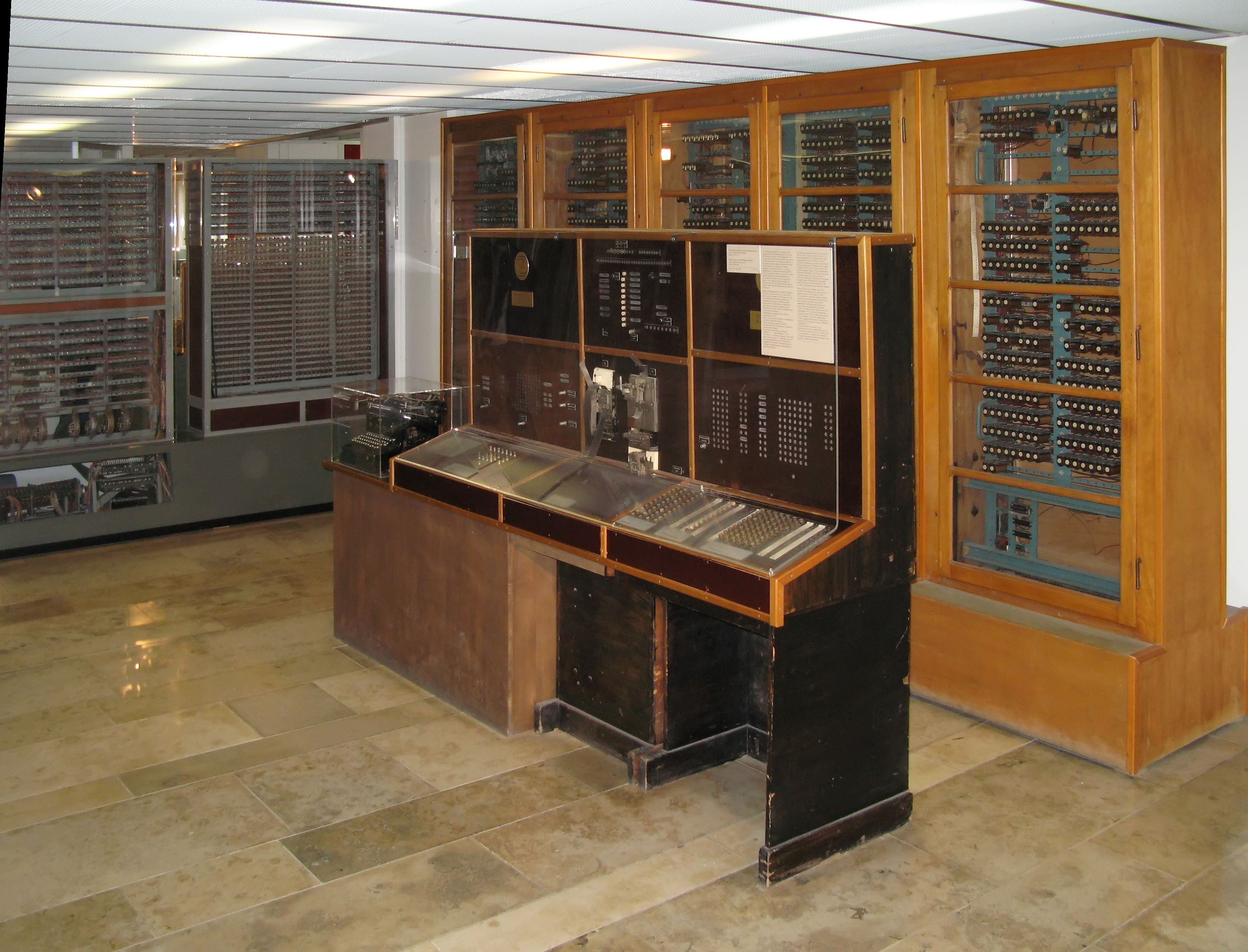
Z4 в експозиції Німецького музею в Мюнхені

Z4 — обчислювальна машина німецького інженера Конрада Цузе, створена ним на основі досвіду розробки першого програмованого комп'ютера Z3.
Цузе почав створювати Z4 наприкінці Другої світової війни. Його лабораторія, разом з більшою частиною розробленого обладнання, загинула при нальоті авіації союзників. Тим не менш, майже закінчений Z4 уцілів. Трохи раніше він був відправлений з Берліна в Геттінген, а потім перевезений Цузе в безпечне місце в баварське село Гінтерштайн (нім. Hinterstein). Комп'ютер був захований в підвалі будинку і прихований під назвою «Versuchsmodel 4» (V4), що перекладається як «пробна модель № 4».
Через асоціації абревіатури V4 з назвами ракет V1 (Фау-1) і V2 (Фау-2), британські та американські військові, які знайшли комп'ютер, були здивовані тим, що «страшна» V4 виявилася всього лише скупченням механічних деталей і частин.
Після закінчення війни Цузе продовжив виготовлення комп'ютера. Z4 був закінчений у вересні 1950 року, після чого він був куплений Швейцарським федеральним інститутом технологій (ETH, Цюрих). У той час це була єдина працююча обчислювальна машина в континентальній Європі. Z4 став також першим комп'ютером у світі, який був проданий. У цьому він на п'ять місяців випередив англійський «Марк I» і на десять — американський UNIVAC.
Комп'ютер експлуатувався в ETH Zürich до 1955 року, після чого був переданий у Французький аеродинамічний науково-дослідний інститут недалеко від Базеля, де працював до 1960 року.
У роки війни для роботи з комп'ютером Z4 Цузе розробив також першу у світі високорівневу мову програмування — Планкалкюль (нім. план обчислення).